# Малоприютово
Малоприютово — упразднённый в 2005 году посёлок в Белебеевском районе Республики Башкортостан.
Включён в состав посёлка Приютово.

## География
Стоит на реке Слепушка.

## История
Основан в 1950-е годы.
Входил в состав Бекетовского сельсовета Ермекеевского района.
В 2005 году включён в пгт Приютово, одновременно с переходом из Ермекеевского в Белебеевский район, сначала как посёлок в составе пгт, затем в том же году упразднён как административно-территориальная единица.
Почтовый индекс — 452021. Идентификатор по базе КЛАДР: 020090001165. Малоприютово на classif.spb.ru (недоступная ссылка).
Закон «О внесении изменений в административно-территориальное устройство Республики Башкортостан в связи с образованием, объединением, упразднением и изменением статуса населенных пунктов, переносом административных центров» от 20 июля 2005 года N 211-з постановил:

ст. 2. Объединить следующие населенные пункты с сохранением наименований:
2) в Белебеевском районе:

д) поселки Малоприютово, Плодопитомника и рабочий поселок Приютово, установив объединённому населенному пункту тип поселения — рабочий поселок, с сохранением наименования «Приютово»;